# Narbona Dacal
Narbona de Cenarbe o Narbona Dacal o D'Arcal (Cenarbe, ¿? – Zaragoza, 12 de febrero de 1498) fue una curandera española del siglo XV procesada y condenada por la Inquisición en 1498 acusada de brujería.

## Acusaciones de brujería
Dacal pertenecía a una familia que poseía secretos sobre el manejo de las plantas y sustancias medicinales, y tenía dos hermanos, Juan y María (que también fueron acusados de brujería). Estaba casada con Juan de Portañya, aunque él la abandonó y vivía sola manteniéndose por sus medios.
En 1498, un vecino de Cenarbe aseguró que su nieta había superado una grave enfermedad gracias a las oraciones ofrecidas a San Cebrián. Poco después de su fallecimiento, otro de sus nietos enfermó y su familia se lamentaba de que ya no viviese para rezar por él. Sin embargo, Dacal se burlaba de estas creencias y recomendó a la familia la curación mediante plantas. A raíz de este hecho, otros vecinos del lugar manifestaron haber sido embrujados por ella causando abortos a mujeres del pueblo, obligándolos a ladrar en la iglesia e incluso afirmaban que no les permitía ver el Santísimo Sacramento, viendo en su lugar una mancha negra cuando la hostia era alzada en el altar.
Al igual que ocurrió con Guirandana de Lay, las acusaciones de los vecinos hicieron que estas mujeres fueran llevadas ante la justicia y se hablaba de ellas como las Brujas de Villanúa.

## Proceso inquisitorial y sentencia
El 12 de febrero de 1498 comenzó el Proceso Inquisitorial contra Cenarbe, que fue juzgada por los siguientes delitos:
"Dize el dicho procurador fiscal que la dicha denunciada, usando del dicho officio de bruxa, ha dado pozonyas a muchas personas y a otras fazía fetillerías y sortilegios, por loqual algunas de las dichas personas morían y otras quedavan baldadas, otras ladravan en la Yglesia y en otras partes como perros y otros animales, y otras vezes estando en la Yglesia no veyan el Corpus quando se alçava y si lo veyan lo veyan muy negro y todo esto prevenía a causa de los fetillos y pozonyas que la dicha demandada ha dado y dava a la[s]dichas personas. Y esto es verdad".
Según el expediente del proceso contra Narbona, conservado en el Archivo Histórico Provincial de Zaragoza, ésta fue condenada a morir en la hoguera por el delito de brujería, y fue quemada en el Palacio de la Aljafería.